# Hulcombe Ridge
Hulcombe Ridge är en bergstopp i Antarktis. Den ligger i Östantarktis. Australien gör anspråk på området. Toppen på Hulcombe Ridge är 1 396 meter över havet.
Terrängen runt Hulcombe Ridge är huvudsakligen platt, men österut är den kuperad. Trakten är obefolkad. Det finns inga samhällen i närheten. 